# Monal cuablanc
El monal cuablanc (Lophophorus sclateri) és un faisà, per tant un ocell de la família dels fasiànids (Phasianidae) que habita barrancs boscosos de l'Himàlaia oriental, al nord-est de l'Índia, zona adjacent del Tibet, sud-oest de la Xina i nord-est de Myanmar.